# 우수리스크
우수리스크(러시아어: Уссурийск, 영어: Ussuriysk, 문화어: 우쑤리스크)는 러시아 프리모르스키 지방의 남부에 위치한 도시이다. 우수리스키 군의 중심지이다.
과거 재로한인 및 한국의 독립운동가들 사이에서 소왕령(蘇王嶺)이라는 명칭으로 불렸다.

## 개요
우수리스크는 러시아 극동의 교역 도시 가운데 하나로서, 중국이나 북한과의 국경 밀무역이나 일본제 자동차 밀수, 심지어 매춘 알선까지도 주도하는 마피아 활동이 왕성한 곳으로 알려져 있다. 2004년에는 우수리스크를 근거지로 하던 마피아 간부가 자신의 무용담이나 범죄, 투옥 경력을 본인이 직접 재현한 실화 드라마를 지방 텔레비전 방송국에서 방영하였는데, 생생한 실황이나 실탄 발사를 사용한 액션 등의 연출로 주목을 끌기도 하였다.
한편 우수리스크는 우수리 강 연안 지방에서 경제적 영향력을 갖고 있다. 다만 도시의 이름과는 달리 우수리 강이나 그 지류도 이곳을 지나지는 않는다.

## 역사
과거 읍루 및 말갈의 땅이었고, 7세기경 고구려 유민이 중심이 되어 발해가 세워지자 발해의 영토에 편입되었다. 발해의 15부 가운데 하나인 솔빈부(率賓府)가 위치해 있었던 것으로 추정되며, 발해가 멸망한 뒤에는 거란족의 봉기로 인해 폐허가 되었다. 이후 12세기 여진족의 금나라는 이곳에 휼품로(恤品路)를 설치해 상경로의 속로로 두며 재건되었으며, 1233년에 몽골인들에게 점령되어 다시 파괴되었다. 그 뒤 명나라 당시에는 위소제가 시행되어 이곳에 쌍성위(雙城衛)를 두었으며, 17세기 만주족의 청나라가 수립되자 영고탑에 속해 '쌍둥이 도시'라는 의미의 주루호톤(만주어: ᠵᡠᡵᡠ
ᡥᠣᡨᠣᠨ Juru hoton, 간체자: 双城子, 정체자: 雙城子, 병음: Shuāngchéngzi 솽청쯔[*]) 또는 푸르단호톤(만주어: ᡶᡠᡵᡩᠠᠨ
ᡥᠣᡨᠣᠨ Furdan hoton, 간체자: 傅尔丹城, 정체자: 富爾丹城, 병음: fùěrdānchéng 푸얼단청[*])으로 불리게 되었다.
1860년에 체결된 베이징 조약에 따라 청나라는 이곳을 러시아 제국에 할양했고, 6년 후인 1866년에 당시 차르였던 니콜라이 1세의 이름을 딴 니콜스코예(러시아어: Нико́льское, 영어: Nikolskoye) 정착지가 세워졌다. 동청 철도와의 연락을 위한 우수리스크 철도가 개통된 이후 이곳의 중요성은 더욱 커졌고, 1898년, 도시 지위를 부여받아 니콜스크우수리스키(러시아어: Нико́льск-Уссури́йский, 영어: Nikolsk-Ussuriysky) 시가 되었다.
1935년, 이오시프 스탈린의 측근이었던 클리멘트 보로실로프의 이름을 딴 보로실로프(러시아어: Ворошилов, 영어: Voroshilov) 시로 이름이 바뀌었다. 스탈린이 죽은 뒤 보로실로프가 실각하면서 1957년에 지금의 이름인 우수리스크 시로 개칭되었다.
1988년, 소련 정부의 결정으로 우수리스크는 역사도시로 편입되었다.

### 한인의 역사
대한민국의 독립운동가 최재형이 머물렀는데, 함경도의 노비 출신으로 연해주로 이주, 군수업을 통해 모은 막대한 재산을 쏟아부어 당시 연해주로 망명한 한국 의병들에게 성능 좋은 소총을 지급하고 러시아 내의 항일 의병 세력을 모아 무장단체 '동의회'를 결성, 러시아 국경의 일본군 초소와 소규모 부대들을 모두 격파하고 많은 탄약과 소총을 탈취하는 등 적극적인 무장 독립투쟁을 펼쳤으나, 러시아 내의 일본인을 보호한다는 명분으로 연해주로 온 일본군에게 1920년 4월 5일 체포되었고, 63세로 총살되었다. 우수리스크에는 최재형이 일본군에게 체포되기 전 거주했던 집이 현재까지도 남아 있다.

## 주요 산업
우수리스크의 주요 산업은 농산물을 이용한 식품산업으로 이 밖에 금속공업이나 군수산업도 이루어지고 있다. 또한 중국에서 들여온 상품 등을 취급하는 곳 등 교역 기능도 갖추고 있다. 한편 중국과의 전쟁에 대비한 러시아 지상 부대가 다수 집결되어 있고, 도시의 경제를 군에 의존하는 측면도 있다.

## 명소
- 소련이 붕괴되고 많은 수의 러시아 정교 교회가 재건되었는데, 도시 한복판의 생신녀비호성당(生神女庇護聖堂,Pokrovskaya tserkov, The Church of the Intercession)은 1914년에 세워졌고, 1917년 이래 한 번도 손을 대지 않은, 교회 본래의 역할로 쓰인 연해주 유일의 교회이다.
- 소련다운 거대한 퍼레이드용 광장이 있는 등 러시아 혁명 뒤 일본의 시베리아 침공 때 러시아 적군(赤軍)과의 전투를 기념하는 비석이 세워져 있다.
- 도시 북쪽에는 북동아시아 최대 규모의 호수로 람사 조약에도 등록된 철새 도래지 한카 호수(중국명 흥개호興凱湖)가 있다.
- 시내의 우수리스크 드라마 극장은 1937년에 세워졌고, 러시아 육군이 보유한 두 개의 극장 가운데 하나다(다른 하나는 모스크바에 있다.).
- 라즈돌나야강 근교에는 발해의 옛 성터와 함께, 대한민국의 독립운동가 이상설의 유허비가 세워져 있는데, 이상설이 "독립된 조국이 아니면 그곳에 내 시신도 들여놓지 않겠다"며 사후 유해를 화장해 이 강에 뿌려줄 것을 유언한 데서 기인한다.
- 우수리스크의 한인이주 140주년 기념관 앞에는 2015년 블라디보스토크에서 옮겨온 안중근 의사의 기념비가 세워져 있다. 생전에 안중근에게 하얼빈에서 이토 히로부미를 저격, 사살하도록 제의한 것도 최재형이었으며, 그를 러시아 법정에서 재판받게 하려는 시도가 불발되고 안중근이 끝내 뤼순에서 사형된 뒤, 최재형은 안중근의 유가족을 돌봐주었다고 한다. 블라디보스토크 주립 의과대 앞에 세워져 있었던 해당 비석은 2012년 말 의과대에서 일방적으로 철거, 시청 창고로 옮겨졌던 것을 2014년 8월에야 우수리스크로 옮겨, 지반 공사를 거쳐 현재의 위치에 세워지게 된 것이다.

- 고려인 문화센터(한인이주 140주년 기념관) 및 최재형 선생의 우수리스크 생가가 소재하고있다.[3][4]

## 시베리아 횡단 철도와 만주 횡단 철도 분기점
|  |

시베리아 횡단 철도의 블라디보스토크 역 위쪽에 위치한 시베리아횡단철도의 우수리스크역은 하바롭스크 역으로가는 본선과 만주 횡단 철도로 이어지는 포그라니치니(그라데코보)역으로 분기하는 환승역이다.

## 블라디보스토크 국제공항
우수리스크와 약 70km 떨어진 아르툠의 블라디보스토크 국제공항 간은 철도 편뿐만 아니라 버스,택시, 에어로익스프레스 등의 일상적인 교통편으로 접근가능하다.

## 같이 보기
- 시베리아횡단철도
- 만주횡단철도